# Aprionus confusus
Aprionus confusus är en tvåvingeart som beskrevs av Boris Mamaev 1988. Aprionus confusus ingår i släktet Aprionus och familjen gallmyggor. Arten är reproducerande i Sverige. Inga underarter finns listade i Catalogue of Life.